# Летећи тањир
Летећи тањир (енгл. Flying saucer) је назив за неидентификовани летећи објекат у облику диска или тањира који су сковали новинари на основу исказа пилота Кенета Арнолда који је наводно видео такве летелице 24. јуна 1947. године.
Тај термин је навелико коришћен у медијима до раних 1950-их, када је на иницијативу пуковника Едварда Ј. Рупелта, шефа Пројекта Плава књига, промовисан израз НЛО како би се прикладније означиле небеске појаве различитих облика.